# Percy Spencer
Percy Lebaron Spencer (9. července 1894 Howland, Maine – 8. září 1970, Newton, Massachusetts) byl americký konstruktér a vynálezce – samouk. Je znám především svým vynálezem mikrovlnné trouby.

## Život
Když v roce 1897 zemřel Spencerův otec a krátce po něm jeho matka, ujali se malého sirotka jeho teta a strýc. Spencer nikdy nedokončil základní školu, od dvanácti let musel pracovat na místní pile. V roce 1912 jako patnáctiletý vstoupil do amerického námořnictva, kde se učil bezdrátové telegrafii. Mimoto pracoval ve firmě Wireless Specialty Apparatus, která byla jedním z vedoucích výrobců radiozařízení v USA během první světové války. Zde pracoval i po odchodu z námořnictva v roce 1918, dokud firma nevyhlásila úpadek.
Své teoretické i praktické znalosti si zvyšoval samostudiem. Od roku 1925 nastoupil u Raytheon Company, tehdy malé firmy, vyrábějící elektronky k zesilovačům. Spencer se stal vedoucím vývojové laboratoře Raytheonu, sídlící v blízkosti Massachusettského technologického institutu, se kterým navázal kontakt.
Když začala firma Raytheon v roce 1941 vyrábět první magnetrony podle britské licence, vedl Spencer celé oddělení této výroby. Zlepšil konstrukci magnetronu natolik, že jeho výroba mohla vzrůst z 17 kusů na 2600, což mělo výrazný dopad na účinnost nočního bombardování i na vedení námořní války. Taktéž zlepšil jeho výkon a životnost. Za to byl vyznamenán Distinguished Public Service Award, nejvyšším vyznamenáním amerického námořnictva pro civilní osoby.
U vzniku mikrovlnné trouby stála v roce 1945 náhoda, když se Spencerovi v kapse rozpustila čokoláda, zatímco stál u přední strany operačního magnetronu. Poté takto zkoušel ohřát popcorn. Pokusy vyústily ve vynález mikrovlnné trouby. V roce 1947 tak mohla firma Raytheon nabídnout první komerčně využitelnou mikrovlnnou troubu. Ta byla téměř dva metry vysoká, vážila kolem 400 kilogramů a stála 3000 dolarů a byla představena pod názvem Radar range.
Spencer se poté stal starším viceprezidentem společnosti a byl členem představenstva firmy Raytheon. V průběhu své kariéry uplatnil 150  patentů.
V roce 1953 byl Spencer zvolen členem American Academy of Arts and Sciences.
Percy Spencer byl ženatý a měl tři děti – Jamese, Johna a George.